# Deedee Magno Hall
Deedee Lynn Magno Hall (nascida em 2 de abril de 1975) é uma atriz e cantora filipino-americana, conhecida por seu trabalho no grupo de música pop The Party e por atuar como a voz da personagem Pérola da série animada Steven Universe.

## Início da vida
Nascida em Portsmouth, Virginia, Magno é a filha de imigrantes das Filipinas, um marinheiro da Marinha dos Estados Unidos e uma enfermeira. Ela cresceu em San Diego e Orlando.

## Carreira
Ela começou a atuar quando jovem, emprestando sua voz à série da Disney Mickey Mouse Club nos anos de 1988-1991 e, por vezes, 1992. Ela também atuou como Jasmime na trilha sonora do musical Aladdin: A Musical Spectacular, da Disney. Deedee recebeu o crédito como um dos estudantes do filme Sister Act 2, de 1993.
Após participar do grupo The Party, Hall seguiu em frente para o teatro musical, seu papel mais notável foi como a Kim na produção de Broadway Miss Saigon, um papel que ela chegou a atuar novamente em um tour pelos Estados Unidos. Pouco depois ela chegou a atuar como Nessarose no primeiro tour nacional de Wicked, a partir de 12 de dezembro de 2006 até 16 de novembro de 2008. Mais recentemente, ela reprisou o papel em San Francisco, no Orpheum Theatre. A noite de abertura se deu em 6 de fevereiro de 2009. Em 5 de setembro de 2010, Hall atuou sua última performance no papel. Em outubro de 2015, ela se juntou ao grupo principal de If/Then, para seguir em outro tour pelos Estados Unidos. Hall também estreou na produção dos East West Players, Next to Normal, como Diana Goodman, de 12 de maio a 18 de junho de 2017.
No momento, Deedee atua como a voz da Pérola na animação Steven Universe, do Cartoon Network.

## Vida pessoal
Hall é casada com Cliffton Hall, que também fez parte dos tours nacionais de Miss Saigon e Wicked, e, mais recentemente, na produção de Wicked em São Francisco. Juntos, eles têm um filho mais velho chamado Kaeden Ryley Hall, e em agosto de 2011 tiveram um segundo filho chamado Brycen.

## Filmografia

### Filme
| Ano  | Título                          | Papel                          | Notas                         |
| ---- | ------------------------------- | ------------------------------ | ----------------------------- |
| 1993 | Sister Act 2: Back in the Habit | Uma das jovens na sala de aula |                               |
| 2002 | Face                            | Kelly                          |                               |
| 2013 | Riff Rockit                     | Hanna Hat (voz)                | Versão diretamente para vídeo |
| 2019 | Steven Universo: O Filme        | Pérola (voz)                   | Personagem Principal          |

### Televisão
| Ano       | Título                                          | Papel                           | Notas                                |
| --------- | ----------------------------------------------- | ------------------------------- | ------------------------------------ |
| 1989-1993 | Mickey Mouse Club                               | Ela mesma                       |                                      |
| 1995      | Happily Ever After: Fairy Tales for Every Child | Convidada do jantar da princesa | Episódio: "The Princess and the Pea" |
| 1998      | Dellaventura                                    | Lin Chang                       | Episódio: "Made in America"          |
| 1998      | Rear Window                                     | Enfermeira Popoff               | Filme para TV                        |
| 2000      | Third Watch                                     | Lori Tan                        | Episódio: "Alone in a Crowd"         |
| 2013–2019 | Steven Universo                                 | Pérola                          | Personagem Principal                 |
| 2019-2020 | Steven Universo Futuro                          | Pérola                          | Personagem Principal                 |

### Videogames
| Ano  | Prêmio                                        | Função |
| ---- | --------------------------------------------- | ------ |
| 2014 | Cartoon Network Superstar Soccer: Goal Pérola | Pérola |
| 2015 | Steven Universe: Attack the Light!            | Pérola |
| 2017 | Steven Universe: Save the Light!              | Pérola |
| 2019 | Steven Universo: Libere o Prisma              | Pérola |

## Prêmios e indicações
| Ano  | Título                  | Categoria (Inglês) | Papel                    | Resultado |
| ---- | ----------------------- | --- | ------------------------ | --------- |
| 2014 | BTVA Voice Acting Award | Best Female Lead Vocal Performance in a Television Series - Comedy/Musical | Pérola (Steven Universe) | Indicado  |
| 2015 | BTVA Voice Acting Award | Best Vocal Ensemble in a Television Series - Comedy/Musical Compartilhado com Zach Callison, Michaela Dietz, Estelle, Grace Rolek, Tom Scharpling, Jennifer Paz, Susan Egan, Matthew Moy e Kate Micucci                                                                | Steven Universe          | Venceu    |
| 2015 | BTVA Voice Acting Award | Best Female Lead Vocal Performance in a Television Series - Comedy/Musical | Pérola (Steven Universe) | Venceu    |
| 2015 | BTVA Voice Acting Award | Best Female Lead Vocal Performance in a Television Series - Comedy/Musical (People's Choice) | Pérola (Steven Universe) | Venceu    |
| 2016 | BTVA Voice Acting Award | Best Vocal Cast in a Television Series Compartilhado com Zach Callison, Michaela Dietz, Estelle, Kate Micucci, Matthew Moy, Shelby Rabara, Mary Elizabeth McGlynn, Charlyne Yi e Erica Luttrell                                                                        | Steven Universe          | Indicado  |
| 2016 | BTVA Voice Acting Award | Best Vocal Cast in a Television Series (People's Choice) Compartilhado com Zach Callison, Michaela Dietz, Estelle, Kate Micucci, Matthew Moy, Shelby Rabara, Mary Elizabeth McGlynn, Charlyne Yi e Erica Luttrell                                                      | Steven Universe          | Venceu    |
| 2017 | BTVA Voice Acting Award | Best Vocal Cast in a Television Series Compartilhado com Zach Callison, Michaela Dietz, Estelle, Shelby Rabara, Tom Scharpling, Jennifer Paz, Grace Rolek, Kimberly Brooks, Charlyne Yi, Reagan Gomez-Preston, Kate Micucci, AJ Michalka, Colton Dunn, and Matthew Moy | Steven Universe          | Indicado  |